# Tervel Pulev
Tervel Pulev (n. 10 ianuarie 1983, Sofia, Republica Populară Bulgaria) este un boxer ce a reprezentat Bulgaria, medaliat olimpic. A participat la o ediție a Jocurilor Olimpice (2012) în care a câștigat o medalie de bronz.

## Participări
Lista de mai jos prezintă principalele competiții la care a participat Tervel Pulev de-a lungul carierei.
- boxing at the 2012 Summer Olympics – men's heavyweight[*]